# Zovuni
Zovuni är en ort i Armenien.   Den ligger i provinsen Aragatsotn, i den centrala delen av landet, 40 kilometer norr om huvudstaden Jerevan. Zovuni ligger 1 818 meter över havet och antalet invånare är 4 484.
Terrängen runt Zovuni är huvudsakligen kuperad, men den allra närmaste omgivningen är platt. Zovuni ligger nere i en dal. Närmaste större samhälle är Aparan, 10,9 kilometer nordväst om Zovuni. 
Trakten runt Zovuni består till största delen av jordbruksmark. Runt Zovuni är det ganska tätbefolkat, med 60 invånare per kvadratkilometer.